# Energistadgefördraget
Energistadgefördraget, (engelska Energy Charter Treaty), är en internationell överenskommelse vars syfte är att skapa ett multilateralt ramverk för gränsöverskridande samarbete i energiindustrin. Avtalet reglerar kommersiella aspekter inom energisektorn, såsom handel, överföring, investeringar och energieffektivitet. Från början var syftet med avtalet att anpassa energisektorn i de forna sovjetrepublikerna och det övriga östblocket till resten av Europa efter det kalla krigets slut. Syftet med avtalet har dock, med tiden, vidgats till att stimulera elhandel mellan länder, inte bara i öst-västlig riktning, och främja utländska investeringar i energisektorn hos samtliga deltagande stater.
Fördraget skrevs under i Portugal i december 1994. Sverige är med i avtalet sedan 1994. Fullständiga versioner av fördraget finns fritt tillgängliga online.
Avtalet har kritiserats för att stå i vägen för stater att införa nya miljöregleringar. Våren 2020 pågick förhandlingar för att modernisera avtalet och göra det förenligt med Parisavtalet. Efter att förhandlingarna hade misslyckats rekommenderade Europeiska kommissionen 2023 att EU-länderna gemensamt skulle dra sig ur avtalet. Den 30 maj 2024 beslutade Europeiska unionens råd att begära frånträde ur fördraget.

## Juridiska förpliktelser i avtalet
Energistadgeavtalet fokuserar på fyra breda områden: energihandel och -investeringar, energieffektivitet, tvistelösning i fördragsfrågor och energiöverföring. 

### Handel
Syftet med avtalet i handelsområdet är att skapa en öppen och ickediskriminerande marknad i dess medlemsstater. Ramverket bygger på det multilaterala handelssystem som finns inbyggt i WTO:s samarbete kring tariffer och handel. Energistadgeavtalet förlänger de generella regler som finns inom WTO:s regelverk att även gälla energihandel. Avtalet reglerar, förutom färdiga energiprodukter (så som bensin eller elektricitet), energikällor (som naturgas, råolja och organiskt bränsle) och utrustning för energitillverkning. Avtalet reglerar endast handel med varor, inte tjänster eller intellektuell egendom. 

### Investeringar
Avtalet ska skydda utländska investeringar. Det skyddar investerare och dessas investeringar mot de politiska risker som finns vid investeringar i utlandet, så som ekonomisk diskriminering, expropriering, nationalisering, kontraktsbrott, krigsskador, et cetera. De juridiskt bindande delarna av avtalet gör Energistadgeavtalet till det enda multilaterala ramverket av detta slag för energifrågor. 

### Tvistelösning
Två artiklar i avtalet reglerar hur tvistelösning ska gå till inom ramen för detta: artikel 26 gäller mellan investerare som investerat i utlandet och den stat de investerat i, artikel 27 reglerar tvistelösning mellan stater. 
Avtalet har väckt en del frågor bland akademiker när det gäller tvister mellan investerare och stat och har i vissa fall kallats tvetydigt av domstolar.
Exempel på tvetydigheter:
- vilket skydd avtalet ger;
- internationellt ansvar vid brott mot avtalet;
- vilka krav som ska uppfyllas innan en tvist tas upp;
- hur EU:s lagar påverkar avtalet;
- hur skatter påverkas av avtalet;
- möjliga negativa effekter av avtalet på miljön;[11][12][13]
- möjliga geopolitiska, klimatmässiga och finansiella effekter;[14][15]
- påstådda skadliga effekter på staters budgetar;[16]
- Nathalie Bernasconi-Osterwalder, advokat vid Internationella institutet för hållbar utveckling (IISD), har kritiserat avtalet för att det inte beskriver hur investeringar ska skyddas tillräckligt noga, för att inte peka ut investerarnas skyldigheter, samt att det inte ger insyn i tvister kopplade till avtalet.[17]
- Tania Voon, professor i juridik vid Melbournes universitet, har kritiserat moderniseringen av avtalet för att det inte gör åtskillnad på energi från fossila resurser och förnybar energi.[18]
- Medlemmar från flera partigrupper i Europaparlamentet har rått Europakommissionen att lämna avtalet om det inte moderniseras tillräckligt.[19]

### Energieffektivitet
Energistadgans artikel 19 säger att avtalsparterna ska minimera negativa konsekvenser på miljön inom energiområdet på ett sätt som är ekonomiskt effektivt.
Protokollet för energieffektivitet och relaterade miljöaspekter (the Protocol on Energy Efficiency and Related Environmental Aspects, PEEREA) bygger vidare på artikel 19 i avtalet specificerar denna. Till skillnad från övriga delar av Energistadgeavtalet är inte artikel 19 om energieffektivitet juridiskt bindande, utan snarare resultatet av ett politiskt tryck att öka energieffektiviteten. 

### Energiöverföring
Energistadgeavtalet tillhandahåller en uppsättning regler som sträcker sig över hela energikedjan. Inte bara investering i produktion och generering av energi, utan även för hur energi kan handlas och transporteras över olika jurisdiktioner till internationella marknader. Avtalets intentioner på dessa punkter är att förhindra störningar när bränsle transporterar mellan länder.

### Princip för nationell suveränitet
Principerna i fördraget är baserade på idéer om att internationella flöden av investering och teknologi i energisektorn är till gagn för samtliga parter. Samtidigt är nationell suveränitet över energiresurser en av de principer som beskrivs i avtalet (artikel 18). Ett syfte är att förorda transparens och effektivitet i energimarknader, men att regeringar ska definiera strukturen för de inhemska energisektorerna. Varje land är fritt att bestämma om och hur dess nationella resurser ska utnyttjas och till vilken utsträckning utländska investerare är välkomna att slå sig in på den inhemska marknaden. Avtalet reglerar inte frågor om ägarskap och kräver inte att medlemsstaterna ska privatisera statsägda energiföretag.

## Medlemskap
Länder och regionala integrationsorganisationer som har undertecknat och tillmötesgått fördraget blir medlemmar. 1 januari 2018 var 54 länder och organisationer medlemmar i fördragsorganisationen. Alla medlemmar utom Australien, Belarus, Norge och Ryssland har ratificerat fördraget. Belarus har godkänt ett provisoriskt tillvägagångssätt.
2023 rekommenderade EU-kommissionen att EU-länderna gemensamt drar sig ur avtalet.

### Medlemmar i Energistadgeavtalet
- Afghanistan
- Albanien
- Armenien
- Australien*
- Azerbajdzjan
- Belarus*[24]
- Belgien
- Bosnien och Hercegovina
- Bulgarien
- Cypern
- Danmark
- Estland
- Europeiska unionen
- Finland
- Frankrike
- Georgien
- Grekland
- Irland
- Island
- Japan
- Kazakstan
- Kirgizistan
- Kroatien
- Lettland
- Liechtenstein
- Litauen
- Luxemburg
- Malta
- Moldavien
- Mongoliet
- Montenegro
- Nederländerna
- Nordmakedonien
- Norge*
- Polen
- Portugal
- Rumänien
- Ryssland[25]
- Schweiz
- Slovakien
- Slovenien
- Spanien
- Storbritannien
- Sverige
- Tadzjikistan
- Tjeckien
- Turkiet
- Turkmenistan
- Tyskland
- Ukraina
- Ungern
- Uzbekistan
- Österrike
- Euratom

Not: * – staten har provisoriskt signerat ansökan, men har inte ratificerat de instrument som krävs

### Observatörer
Observatörsstatus ges till länder och regionala ekonomiska integreringsorganisationer som har skrivit under Europeiska energifördraget eller Internationella energifördraget. Internationella organisationer kan ges observatörsstatus genom beslut av energifördragskonferensen. Observatörer har rätt att närvara vid alla fördragsmöten och tillgång till all relaterad dokumentation, rapporter och analyser, samt delta vid debatter som hålls inom energistadgefördragets arbete. Intentionen med observatörer är att ge stater chansen att bekanta sig med Energistadgefördraget, att ge dem tillgång till dess funktioner och fördelar.

#### Länder
| - Algeriet - Kanada - Egypten - Mauretanien - Qatar - Syrien - Venezuela | - Bahrain - Tchad - Indonesien - Marocko - Sydkorea - Tanzania - Jemen | - Bangladesh - Chile - Iran - Niger - Saudiarabien - Tunisien | - Benin - Kina - Nigeria - Serbien - Uganda | - Burundi - Colombia - Jordanien - Pakistan - Oman - Förenade arabemiraten | - Kambodja - ECOWAS - Kuwait - Palestina - Swaziland - USA |

#### Internationella organisationer
| - Sydostasiatiska nationers förbund (ASEAN, 2003) - Baltic Sea Region Energy Cooperation (BASREC, 2000) - Organisationen för ekonomiskt samarbete i Svartahavsområdet (BSEC, 1991) - CIS Electric Power Council (1991) - Europeiska banken för återuppbyggnad och utveckling (EBRD, 1991) - Internationella energirådet (IEA, 1991) | - International Energy Forum (IEF, 2007) - Organisationen för ekonomiskt samarbete och utveckling (OECD, 1991) - FN:s ekonomiska kommission för Europa (UNECE, 1991) - Världsbanken (1991) - Världshandelsorganisationen (WTO, 1991) |

### Tidigare medlemmar
- Italien (undertecknat 1991, drog sig ur 2016)[29]

## Kritik
Avtalet har kritiserats bland annat av miljöorganisationer för att ge energibolag för mycket makt att stoppa förändringar på energimarknaden, däribland medlemsländernas rätt att ställa om till hållbar el.
EU:s handelskommissionär Valdis Dombrovskis skrev den 12 oktober 2020 att om det inte var möjligt att "inom en rimlig tidsram" nå en överenskommelse om att göra fördraget förenligt med Parisavtalet, så borde EU överväga att dra sig ur avtalet. Förslaget stöddes av bland andra den spanska klimat- och miljöministern Teresa Ribera. 2023 meddelade EU-kommissionen att man rekommenderar EU:s medlemsländer att gemensamt gå ur avtalet och samtidigt komma överens sinsemellan att omöjliggöra stämningar i linje med avtalets investeringsskydd och på så sätt kunna skynda på klimatomställning utan att medlemsländerna ska behöva oroa sig för dyra stämningar och domstolsprocesser för företag som investerat i icke förnyelsebar energi.